# Грушевський Федір Васильович
Федір Васильович Грушевський (близько 1791, с. Худоліївка, Чигиринський повіт — 2(14) вересня 1851, с. Лісники, Київський повіт) — священик Преображенської церкви с. Лісники на Київщині (1836—1851 рр.), батько Сергія Грушевського, дід Михайла Грушевського.

## Біографічні відомості
Освіту одержав у родині паламаря, у родині якого було 11 дітей. Рано (1805 р.) втратив батька, але спромігся на духовну кар'єру. Був паламарем у с. Лубенцях (1810—1817) і дяком у с. Кожарках (1817—1821) Чигиринського повіту Близько 1819 року одружився зі священичою сиротою Марією Кирилівною Ботвиновською, дочкою суботівського священика, Вони мали дітей Василя, Іларіона, Єпистимію, Марину, Юхима, Сергія, Анастасію, Марію старшу, Івана, Гната і Марію (в шлюбі Ковалевська).
У 1821 — був рукопокладений на диякона до Хрестовоздвиженського собору в Чигирині. У цьому соборі Грушевські охрестили кількох своїх дітей, зокрема Сергія.
У 1831 — став священиком. Служив у селах Забуянні Київського повіту (1831), Цвітній (1831—1832) і Подорожньому (1832—1836) Чигиринського повіту, а з 1836 — у с. Лісниках Київського повіту. Заснував у Лісниках школу для селянських дітей (перша згадка про неї датується 1839 роком). Після його смерті парафію закріпили за однією з його доньок – Анастасією, що дало змогу багатодітній сім’ї залишитися у Лісниках.
З ініціативи Сергія Федоровича Михайло Грушевський встановив у 1894 році на могилі о. Федора кам'яний надгробок (відновлений 2001 року завдяки клопотанням Історико-меморіального музею М. Грушевського).

## Про Федора Грушевського
|                       | Батько оповідав, що дід був характеру легкого і веселого, байдужого до справ житейських, майстер поспівать, і побалакать, і поострословить, притім характеру доволі самостійного […] …Дід був «циганкуватий» – худорлявий, чорнявий, жвавий […] Він був людиною лагідною, дуже доброю, щирою, – хороший чоловік був. |
| — Михайло Грушевський | |

Сергій Грушевський писав Михайлові Грушевському в одному з листів:
| Ліві лапки | «Він був прекрасно простий, приязний, так що парафіяни говорили про нього: «Це наш хлопський піп», сумирний, незлопам'ятний ... Парафіяни дуже його любили і ставилися до нього, як хороші діти до батька»Оригінальний текст (рос.) «Он был замечательно прост, сердечен, так что прихожане говорили о нем: «Це наш мужицкий пип», смирный, незлопамятен… Прихожане очень его любили и относились к нему, как хорошие дети к отцу» | Праві лапки |

|                       | Волію сидіти на «Дніпрових горах», на батьківщині – в милі відси село, де похований мій дід (сам я й пам’ятник ставив над ним, виїжджаючи до Галичини 1894 р.) і де виростав мій батько, і все тут повно для мене не тільки історичних, але й родинних споминів. |
| — Михайло Грушевський | |